# New Jersey Nets 2006-2007
La stagione 2006-07 dei New Jersey Nets fu la 31ª nella NBA per la franchigia.
I New Jersey Nets arrivarono secondi nella Atlantic Division della Eastern Conference con un record di 41-41. Nei play-off vinsero il primo turno con i Toronto Raptors (4-2), perdendo poi la semifinale di conference con i Cleveland Cavaliers (4-2).

## Roster
| N° | Naz.                   | Ruolo | Sportivo          | Anno | Alt. | Peso |
| -- | ---------------------- | ----- | ----------------- | ---- | ---- | ---- |
| 1  | Stati Uniti (bandiera) | G     | Marcus Williams   | 1985 | 191  | 93   |
| 2  | Stati Uniti (bandiera) | AC    | Josh Boone        | 1984 | 208  | 108  |
| 5  | Stati Uniti (bandiera) | G     | Jason Kidd        | 1973 | 193  | 93   |
| 7  | Slovenia (bandiera)    | A     | Boštjan Nachbar   | 1980 | 206  | 100  |
| 8  | Stati Uniti (bandiera) | G     | Hassan Adams      | 1984 | 193  | 100  |
| 9  | Serbia (bandiera)      | C     | Mile Ilić         | 1984 | 216  | 104  |
| 12 | Serbia (bandiera)      | C     | Nenad Krstić      | 1983 | 213  | 109  |
| 15 | Stati Uniti (bandiera) | GA    | Vince Carter      | 1977 | 201  | 98   |
| 21 | Stati Uniti (bandiera) | A     | Antoine Wright    | 1984 | 201  | 95   |
| 22 | Stati Uniti (bandiera) | GA    | Bernard Robinson  | 1980 | 198  | 95   |
| 24 | Stati Uniti (bandiera) | A     | Richard Jefferson | 1980 | 201  | 101  |
| 30 | Stati Uniti (bandiera) | AC    | Clifford Robinson | 1966 | 208  | 102  |
| 33 | Stati Uniti (bandiera) | C     | Mikki Moore       | 1975 | 211  | 102  |
| 35 | Stati Uniti (bandiera) | C     | Jason Collins     | 1978 | 213  | 116  |
| 50 | Stati Uniti (bandiera) | G     | Eddie House       | 1978 | 185  | 82   |

## Staff tecnico
- Allenatore: Lawrence Frank
- Vice-allenatori: Tom Barrise, Bill Cartwright, Ryan Krueger, Pat Sullivan, Jim Sann